# Gambo di Mais
Gambo di Mais (nome Shawnee: Hokoleskwa, Cornstalk) (Pennsylvania, 1720 circa – Point Pleasant, 10 novembre 1777) è stato un importante capo degli Shawnee poco prima della guerra d'indipendenza americana. Il suo nome, Hokoleskwa, viene tradotto approssimativamente in "Gambo di Mais" e si trova scritto Colesqua in alcuni documenti. Era noto anche come Keigh-tugh-qua e Wynepuechsika.

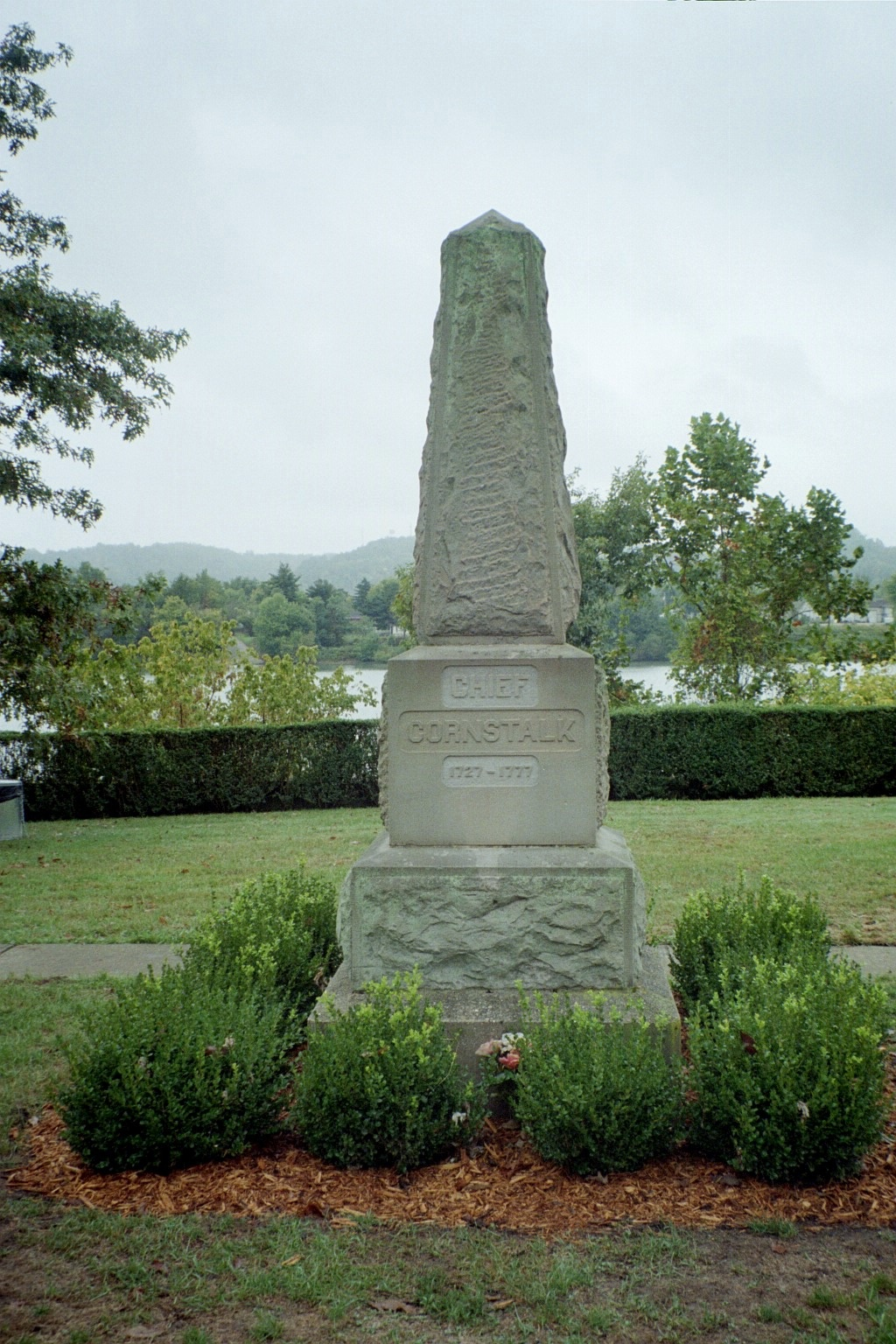
Luogo di sepoltura di Cornstalk a Point Pleasant, Virginia Occidentale

Gambo di Mais si oppose in gioventù alla colonizzazione europea ad ovest del fiume Ohio, ma in seguito divenne sostenitore della pace dopo la battaglia di Point Pleasant. Il suo omicidio da parte delle milizie americane di Fort Randolph durante una visita diplomatica nel novembre 1777 fece infuriare sia nativi americani sia abitanti della Virginia.

## Biografia

### Gioventù
Gli storici credono che possa essere nato nell'odierna Pennsylvania, e che con la sorella Nonhelema si sia trasferito in Ohio nei pressi dell'attuale Chillicothe, quando gli Shawnee furono colpiti dall'espansionismo dei coloni bianchi. Secondo alcune storie Gambo di Mais avrebbe partecipato alla guerra franco-indiana, ma si tratta probabilmente di nozioni apocrife. Anche la sua presunta partecipazione alla guerra di Pontiac non è dimostrata, anche se prese parte ai negoziati di pace.

### Guerra di Lord Dunmore

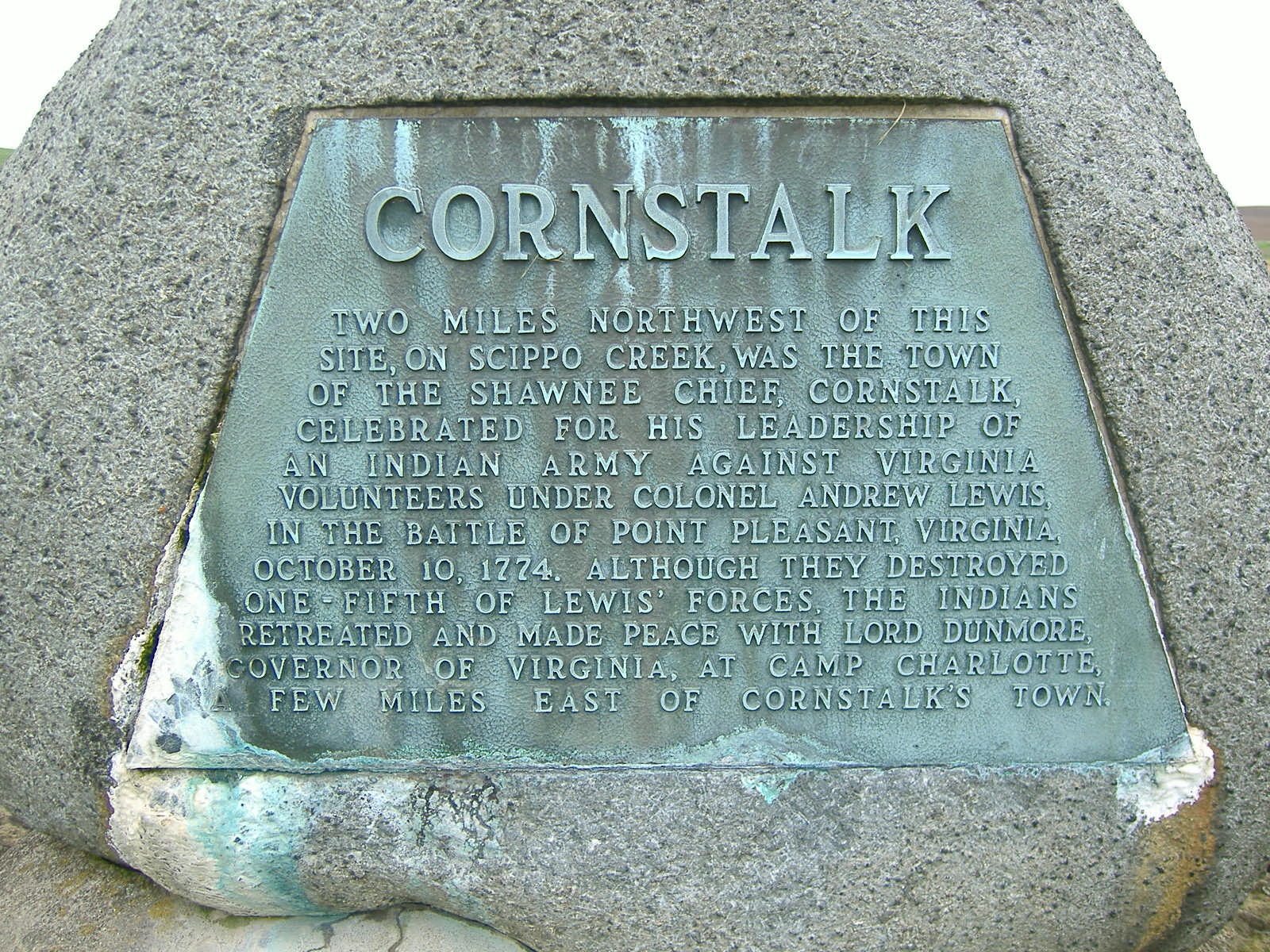
Monumento a Gambo di Mais nel Logan Elm State Memorial della contea di Pickaway

Gambo di Mais giocò un ruolo fondamentale nella guerra di Lord Dunmore del 1774. Dopo il trattato di Fort Stanwix del 1768 colonie speculatori si trasferirono nelle terre a sud dell'Ohio nell'odierno Kentucky. Nonostante gli Irochesi avessero accettato di vendere la terra, Shawnee ed altre tribù non erano presenti ai negoziati di Fort Stanwix. Continuarono a reclamare il Kentucky come proprio territorio di caccia. Ben presto iniziarono gli scontri. Gambo di Mais cercò senza successo di evitare l'inasprimento delle ostilità.
Nel tentativo di bloccare l'invasione dell'Ohio da parte della Virginia, Gambo di Mais guidò i propri Shawnee e Mingo nella battaglia di Point Pleasant. Il suo assalto, nonostante fosse feroce, fu sconfitto dalla Virginia. Gambo di Mais si ritirò e fu costretto malvolentieri ad accettare il fiume Ohio come confine delle terre Shawnee con il trattato di Camp Charlotte.
La presenza di Gambo di Mais spesso impressionava gli americani. Un ufficiale della Virginia, il colonnello Benjamin Wilson, scrisse del discorso di Gambo di Mais a Lord Dunmore presso Camp Charlotte nel 1774: "Ho sentito i primi oratori della Virginia, Patrick Henry e Richard Henry Lee, ma non ne ho mai sentito uno la cui potenza carismatica fosse superiore a quella di Gambo di Mais in quell'occasione".

### Guerra di indipendenza americana
Allo scoppio della guerra di indipendenza americana Gambo di Mais tentò di tenere neutrale il proprio popolo. Rappresentò gli Shawnee nelle negoziazioni di Fort Pitt del 1775 e del 1776, i primi trattati che gli indiani abbiano mai negoziato con gli Stati Uniti d'America. Molti Shawnee speravano comunque di utilizzare l'aiuto britannico per riprendersi le terre dai coloni. Nell'inverno del 1776 gli Shawnee erano divisi in una fazione neutrale guidata da Gambo di Mais e bande militari comandate da gente come Giacca Blu.

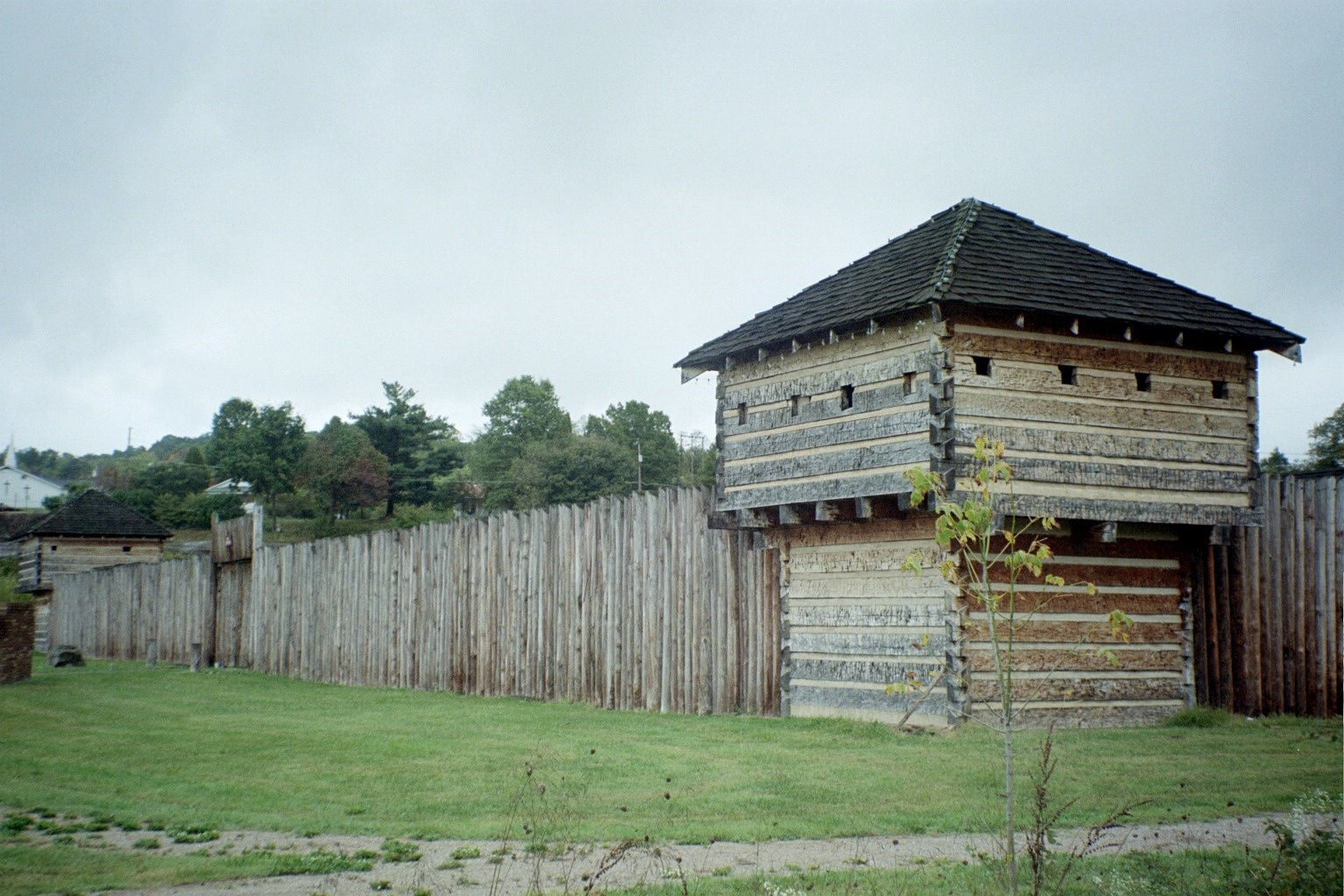
Copia di Fort Randolph, dove Cornstalk fu ucciso

Nell'autunno del 1777 Gambo di Mais fece una visita diplomatica a Fort Randolph, fortezza americana presso l'attuale Point Pleasant, cercando come sempre di mantenere neutrale la propria fazione. Gambo di Mais fu imprigionato dal comandante della fortezza, che decise di propria iniziativa di prendere ostaggio ogni Shawnee che gli fosse capitato a tiro. Quando il 10 novembre un milite statunitense della fortezza fu ucciso nelle vicinanze da indiani sconosciuti, i soldati infuriato uccisero brutalmente Gambo di Mais, suo figlio Elinipsico, e due altri Shawnee.
I capi militari e politici americani si spaventarono per l'omicidio di Gambo di Mais; credevano che fosse la loro unica speranza di assicurarsi la neutralità degli Shawnee. Su insistenza di Patrick Henry, governatore della Virginia, gli assassini di Gambo di Mais (che Henry definì "vili assassini") furono processati, ma dato che i loro compagni non testimoniarono contro di loro furono assolti.
Gambo di Mais fu inizialmente sepolto a Fort Randolph. Nel 1840 la sua tomba fu trovata ed i resti trasferiti nella Mason County Courthouse. Nel 1954 il tribunale fu demolito ed i resti sepolti a Point Pleasant. Nacquero leggende sul fatto che la "maledizione" lanciata da Gambo di Mais in punto di morte porterebbe sfortuna nella zona (in seguito soppiantate dalle storie di un locale "uomo falena"), anche se nessuna fonte storica contemporanea cita tale maledizione da parte di Gambo di Mais.